# Lake Arthur (Nuevo México)
Lake Arthur es un pueblo ubicado en el condado de Chaves en el estado estadounidense de Nuevo México. En el Censo de 2010 tenía una población de 436 habitantes y una densidad poblacional de 307,19 personas por km².

## Geografía
Lake Arthur se encuentra ubicado en las coordenadas 32°59′58″N 104°21′51″O / 32.99944, -104.36417. Según la Oficina del Censo de los Estados Unidos, Lake Arthur tiene una superficie total de 1.42 km², de la cual 1.42 km² corresponden a tierra firme y (0%) 0 km² es agua.

## Demografía
Según el censo de 2010, había 436 personas residiendo en Lake Arthur. La densidad de población era de 307,19 hab./km². De los 436 habitantes, Lake Arthur estaba compuesto por el 54.36% blancos, el 0.46% eran afroamericanos, el 0.23% eran amerindios, el 0.23% eran asiáticos, el 0% eran isleños del Pacífico, el 36.93% eran de otras razas y el 7.8% pertenecían a dos o más razas. Del total de la población el 69.72% eran hispanos o latinos de cualquier raza.